# Paolo Maria Napolitano
Paolo Maria Napolitano (Roma, 3 ottobre 1944 – Roma, 21 marzo 2016) è stato un giurista e magistrato italiano, consigliere di Stato dal 2003 al 2006, giudice costituzionale dal 2006 al 2015 e vicepresidente della Corte costituzionale dal 30 luglio all'11 novembre 2014.

## Carriera
Vincitore di pubblico concorso nazionale, è entrato nel ruolo della carriera direttiva del Senato della Repubblica il 1º ottobre 1971. Dopo aver ricoperto funzioni di capoufficio, il 1º giugno 1989 è stato nominato direttore del Servizio del personale; dal 21 novembre 1994 è diventato direttore del Servizio studi.
Il 1º agosto 2001, all'inizio del II governo Berlusconi, è stato collocato fuori ruolo dall'Amministrazione del Senato della Repubblica ed ha assunto l'incarico di capo dell'ufficio legislativo del vicepresidente del Consiglio dei ministri Gianfranco Fini. 
È stato nominato consigliere di Stato il 9 aprile 2003 ed assegnato alla seconda sezione. Dal 2004 al 2006 ha seguito Fini al Ministero degli Affari Esteri come capo dell'ufficio legislativo.
È stato eletto giudice della Corte costituzionale dal Parlamento in seduta comune il 5 luglio 2006; giura come giudice costituzionale il 10 luglio 2006. In sede di verifica dei requisiti dopo l'elezione è stato considerato eleggibile come "magistrato [anche] a riposo delle giurisdizioni superiori ordinaria ed amministrative".
Della corte è stato anche vicepresidente dal 30 luglio 2014 all'11 novembre 2014 per la durata della presidenza di Giuseppe Tesauro, in seguito alla nomina da parte di quest'ultimo. È cessato dalla carica di giudice costituzionale il 10 luglio 2015.
È morto il 21 marzo 2016 all'età di 71 anni. I funerali si sono svolti il 23 marzo nella Basilica di Santa Maria del Popolo.

## Controversie

### Cena a casa Mazzella
Ha suscitato polemiche nel 2009 la cena a casa del suo collega Luigi Mazzella assieme al Presidente del Consiglio Silvio Berlusconi, il Ministro della Giustizia Angelino Alfano, il sottosegretario alla Presidenza del Consiglio Gianni Letta e il presidente della Commissione Affari Costituzionali del Senato Carlo Vizzini.

### Busto di Azzariti
Nel 2012, con una lettera alla Consulta chiese la rimozione del busto di Gaetano Azzariti dal corridoio nobile della Corte costituzionale, in quanto Azzariti fu il presidente di una commissione presso il ministero dell'interno, il cosiddetto "tribunale della razza". La richiesta di rimozione del busto è stata rigettata dalla corte.